# Hartmut Günther (Theologe)

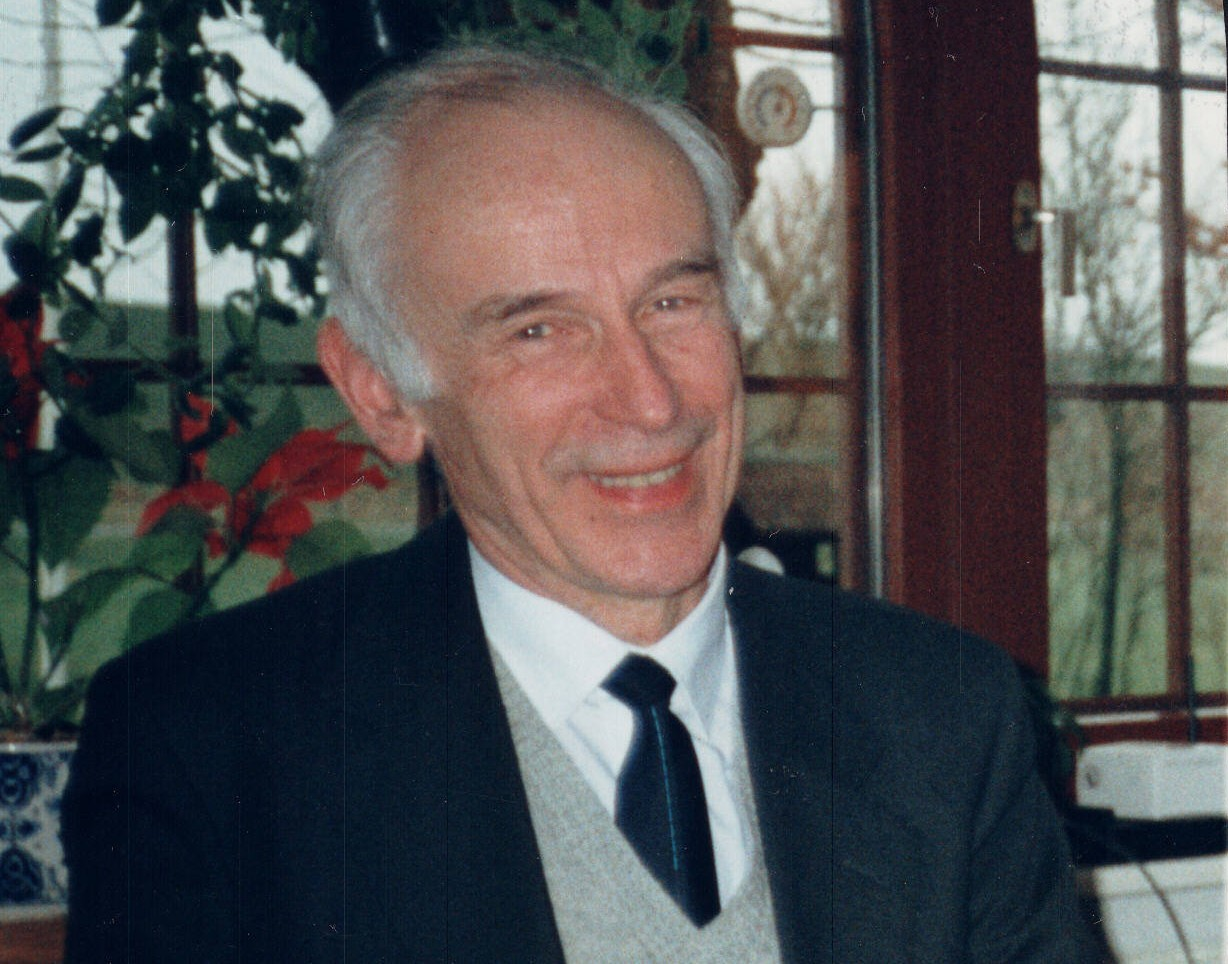
Hartmut Günther (2006)

Hartmut Oskar Günther (* 20. Dezember 1931; † 21. November 2008 in Groß Oesingen) war ein deutscher lutherischer Theologe, Autor und Hochschullehrer.

## Leben
Hartmut Günther war ab 1960 als Lehrer am Proseminar und dann von 1963 bis 1996 als Professor für Biblische Theologie an der Lutherischen Theologischen Hochschule Oberursel der Selbständigen Evangelisch-Lutherischen Kirche (SELK) tätig. Am 24. Mai 1963 promovierte er an der Universität Erlangen bei Wilhelm Maurer (1900–1982) in Kirchengeschichte mit einer Arbeit über Die Entwicklung der Willenslehre Melanchthons in der Auseinandersetzung mit Luther und Erasmus.
Jahrelang stand er der Jury-Kommission für den Hermann-Sasse-Preis vor. Von 1977 bis 1999 war Hartmut Günther Herausgeber und Mitarbeiter der Zeitschrift Lutherische Theologie und Kirche (LuThK). Bis unmittelbar vor seinem Tod engagierte sich Hartmut Günther durch Gottesdienstvertretungen und Seelsorge in der Gemeinde der SELK in Groß Oesingen (Kreis Gifhorn).

## Ehrungen
Am 10. November 2008 wurde ihm die Ehrendoktorwürde des Concordia Seminary St. Louis der Lutherischen Kirche – Missouri Synode (LCMS) verliehen.

## Veröffentlichungen (Auswahl)
- Erasmus Alberus. Erasmus-Alberus-Bücherstube G. Klärner, Oberursel 1972, DNB 740698419
- Das Schriftverständnis der Konkordienformel. In: Jobst Schöne (Hrsg.): Bekenntnis zur Wahrheit. Aufsätze über die Konkordienformel. Erlangen 1978, ISBN 3-87513-017-0, S. 25–33.
- Die Einheit der Bibel. Eine biblisch-theologische Besinnung. Lutherische Theologische Hochschule, Oberursel 1981.
- Gottes Heiliges Volk. Das Leben der Kirche nach den Briefen des Neuen Testamentes (Oberurseler Hefte; 13). Lutherische Theologische Hochschule, Oberursel 1981, ISBN 3-921613-12-4.
- Gottes Knecht und Gottes Recht. Zum Verständnis der Knecht-Gottes-Lieder. Lutherische Theologische Hochschule, Oberursel 1982, ISBN 3-921613-05-1.
- als Hrsg. mit Ernst Volk: Luthers Epistelauslegung.Bd 5: Timotheusbrief bis Jakobusbrief. Vandenhoeck & Ruprecht, Göttingen/Zürich 1983, ISBN 3-525-55637-3.
- Die Kraft des Worts ins Deutsche bringen. Zum Verständnis der Bibelübersetzung Martin Luthers (Oberurseler Heft; 23). Lutherische Theologische Hochschule, Oberursel 1985, ISBN 3-921613-21-3.
- mit Volker Stolle: Die Wörter verstehen und das Wort verkündigen. Studierenden der Theologie gepredigt (Oberurseler Hefte; 25), Lutherische Theologische Hochschule, Oberursel 1989, ISBN 3-921613-24-8.
- Die Heilige Schrift. Ihre Geltung und der Umgang mit Ihr. Verlag der Lutherischen Buchhandlung, Groß Oesingen 1995, ISBN 3-86147-110-8.
- Die Kirche bleibt. Mit welchem Glauben – mit welcher Hoffnung – mit welcher Liebe? Verlag der Lutherischen Buchhandlung, Groß Oesingen 1995, ISBN 3-86147-124-8.
- Einblicke in die Bibel der Christenheit. Lesehilfen für Bibelleser. (Oberurseler Hefte; 34). Lutherische Theologische Hochschule, Oberursel 1997, ISBN 3-921613-34-5.
- Von der Bereitung zum Sterben. Eine Predigt von Martin Luther (1519). Verlag der Lutherischen Buchhandlung, Groß Oesingen 1999, ISBN 3-86147-178-7.
- Jesus Christus. Wie die Evangelien Jesus bezeugen. Verlag der Lutherischen Buchhandlung, Groß Oesingen 2007, ISBN 978-3-86147-300-8.